# Wilhelm von Apell
Pour les articles homonymes, voir Apell.
Wilhelm von Apell (16 janvier 1892 à Bückeburg - 7 mars 1969 à Varnhalt) est un militaire allemand. Il fut Generalleutnant au sein de la Heer dans la Wehrmacht pendant la Seconde Guerre mondiale.
Il a été récipiendaire de la croix de chevalier de la croix de fer. Cette décoration est attribuée pour récompenser un acte d'une extrême bravoure sur le champ de bataille ou un commandement militaire accompli avec succès.

## Biographie
Von Apell entra comme cadet en 1903 puis en mars 1910 comme aspirant dans l'armée prussienne avant de servir en août 1911 au sein du 7e bataillon de chasseurs à pied (de). Lors de la Première Guerre mondiale, il était dans une unité de mitrailleurs et fut blessé à deux reprises, ce qui lui valut les insignes des blessés et la croix de fer. Il passa pour la première fois dans la cavalerie à Erfurt en octobre 1932 au sein du 16e régiment de cavalerie en tant que capitaine. Il commandait le 2e bataillon d'infanterie motorisée nouvellement créé en octobre 1935 puis comme colonel de la 4e division légère lors de la campagne de Pologne en octobre 1939. En février 1940, il était commandant de la 9e brigade de cavalerie légère (Schützen-Brigade) qui œuvrait au sein de la 9e Panzerdivision et fit la campagne de France. Il devint général le 1er avril 1941, mais fut versé dans la réserve en août 1941, après l'opération Barbarossa, avec le groupe d'armées Sud au moment où la 9e Panzer basculait sur le groupe d'armées centre.
Rappelé en septembre, il prit le commandement de la 22e Panzedivision avant d'être de nouveau versé dans la réserve en octobre 1942. Il s'occupa d'officiers blessés avant d'être promu inspecteur général à Vienne en mars 1943. Wilhelm von Apell fut capturé par les forces américaines en 1945 et resta en captivité jusqu'en 1947.

## Décorations
- Croix de fer (1914)
  - 2e classe (16 septembre 1914)
  - 1re classe (3 octobre 1915)
- Insigne des blessés (1914)
  - en noir
  - en argent
- Croix hanséatique de Hambourg
- Croix d'honneur (24 décembre 1934)
- Médaille de l'Anschluss
- Médaille des Sudètes avec barrette du château de Prague
- Agrafe de la croix de fer (1939)
  - 2e classe (23 septembre 1939)
  - 1re classe (16 octobre 1939)
- Insigne de Crimée
- Insigne de combat des blindés
- Croix de chevalier de la croix de fer
  - Croix de chevalier le 14 mai 1941 en tant que Generalmajor et commandant de la 9.Schützen-Brigade[1]
- Mentionné dans le bulletin quotidien radiophonique Wehrmachtbericht (12 avril 1941)